# I Don't Wanna Go on with You Like That
«I Don't Wanna Go On with You Like That» es una canción interpretada por el músico inglés Elton John de su álbum de estudio Reg Strikes Back (1988), lanzado como el primer sencillo del álbum en mayo de 1988. La canción fue escrita por John y Bernie Taupin y producida por Chirs Thomas.
En Estados Unidos alcanzó el número dos en el Billboard Hot 100 en agosto de 1988, y fue número uno en la lista  Billboard Adult Contemporary.
En Canadá, llegó la cima de la lista RPM 100 Singles durante tres semanas. Se convirtió en un éxitoTop 10 en Austria y Suiza, y un éxito Top 40 en nueve países, incluido el Reino Unido, donde alcanzó el número 30 en la UK Singles Chart.

## Lista de canciones
- sencillo 7"

1. "I Don't Wanna Go On with You Like That" – 4:32
2. "Rope Around a Fool" – 3:46

- maxi 12"

1. "I Don't Wanna Go On with You Like That" (Shep Pettibone 12" Mix) – 7:20
2. "I Don't Wanna Go On with You Like That" – 4:32
3. "Rope Around a Fool" – 3:46

- maxi CD

1. "I Don't Wanna Go On with You Like That" – 4:33
2. "Rope Around a Fool" – 3:48
3. "I Don't Wanna Go On with You Like That" (Shep Pettibone 12" Mix) – 7:16

## Posicionamiento en listas
| Lista (1988)                          | Máxima posición |
| ------------------------------------- | --------------- |
| Alemania (Offizielle Deutsche Charts) | 22              |
| Australia (ARIA)                      | 24              |
| Austria (Ö3 Austria Top 40)           | 6               |
| Canadá (RPM Top Singles)              | 1               |
| Canadá (RPM Adult Contemporary)       | 2               |
| Estados Unidos (Billboard Hot 100)    | 2               |
| Estados Unidos (Adult Contemporary)   | 1               |
| Estados Unidos (Hot Dance Club Songs) | 7               |
| Estados Unidos (Dance Singles Sales)  | 15              |
| Estados Unidos (Mainstream Rock)      | 13              |
| Europa (Eurochart Hot 100)            | 30              |
| Finlandia (Suomen virallinen lista)   | 28              |
| Francia (SNEP)                        | 19              |
| Irlanda (IRMA)                        | 25              |
| Nueva Zelanda (Recorded Music NZ)     | 21              |
| Reino Unido (UK Singles Chart)        | 30              |
| Sudáfrica (Springbok Radio)           | 27              |
| Suiza (Schweizer Hitparade)           | 10              |

## Personal
- Elton John – Piano digital Roland RD-1000, voz principal y armonía
- Fred Mandel - sintetizadores
- Davey Johnstone - guitarra acústica, coros
- David Paton - bajo
- Charlie Morgan - batería
- Dee Murray - coros
- Nigel Olsson - coros